# Circoscrizione Ancona-Pesaro-Macerata-Ascoli Piceno
La circoscrizione Ancona-Pesaro-Macerata-Ascoli Piceno era una circoscrizione elettorale italiana per l'elezione dell'Assemblea Costituente, nel 1946 (circoscrizione XVIII), e della Camera dei deputati, dal 1948 al 1993 (circoscrizione XVII).
Comprendeva le province di Ancona, Pesaro e Urbino, Macerata e Ascoli Piceno.
Era prevista dalla Tabella A di cui al decreto legislativo luogotenenziale 10 marzo 1946, n. 74, poi ripresa dalla legge 20 gennaio 1948, n. 6 e dal decreto del presidente della Repubblica 30 marzo 1957, n. 361.
Nel 1993 la circoscrizione fu soppressa contestualmente all'istituzione della circoscrizione Marche.
Di seguito i risultati di lista e i deputati eletti, ordinati secondo il numero di preferenze ottenute.

## Elezioni politiche 1946
| Liste                                            | Voti    | %     | Seggi |
| ------------------------------------------------ | ------- | ----- | ----- |
| Democrazia Cristiana                             | 213.798 | 30,55 | 5     |
| Partito Comunista Italiano                       | 152.674 | 21,82 | 3     |
| Partito Socialista Italiano di Unità Proletaria  | 131.651 | 18,81 | 3     |
| Partito Repubblicano Italiano                    | 114.867 | 16,42 | 2     |
| Fronte dell'Uomo Qualunque                       | 36.898  | 5,27  | -     |
| Unione Democratica Nazionale                     | 21.193  | 3,03  | -     |
| Partito d'Azione                                 | 18.774  | 2,68  | -     |
| Unione Democratica Indipendente Lavoro e Libertà | 9.890   | 1,41  | -     |
| Totale                                           | 699.745 |       | 13    |

| Democrazia Cristiana                                                                                   | Partito Comunista Italiano                                       | Partito Socialista Italiano di Unità Proletaria           | Partito Repubblicano Italiano              |
| --- | ---------------------------------------------------------------- | --------------------------------------------------------- | ------------------------------------------ |
| - Umberto Tupini - Fernando Tambroni - Renato Tozzi Condivi - Nicola Ciccolungo - Alessandro Arcangeli | - → Ruggero Grieco - Guido Molinelli - Luigi Ruggeri - Adele Bei | - Alessandro Bocconi - Luigi Bennani - Giuseppe Filippini | - Oliviero Zuccarini - Giuseppe Chiostergi |

1. ↑  Opta per la circoscrizione Lecce-Brindisi-Taranto
2. ↑  In seguito alle dimissioni di Enrico Martino, avvenute il 30 ottobre 1947, Giuseppe Chiostergi risulta plurieletto avendo questi optato per il collegio unico nazionale, il 14 novembre è proclamato eletto Oddo Marinelli

## Elezioni politiche 1948
| Liste                                              | Voti    | %     | Seggi |
| -------------------------------------------------- | ------- | ----- | ----- |
| Democrazia Cristiana                               | 370.978 | 46,72 | 9     |
| Fronte Democratico Popolare                        | 271.258 | 34,16 | 6     |
| Partito Repubblicano Italiano                      | 71.230  | 8,97  | 1     |
| Unità Socialista                                   | 48.947  | 6,16  | 1     |
| Blocco Nazionale                                   | 11.179  | 1,41  | -     |
| Movimento Sociale Italiano                         | 9.892   | 1,25  | -     |
| Partito Cristiano Sociale                          | 5.233   | 0,66  | -     |
| Partito Nazionale Monarchico - Alleanza del Lavoro | 3.547   | 0,45  | -     |
| Partito dei Contadini d'Italia                     | 1.742   | 0,22  | -     |
| Totale                                             | 794.006 |       | 17    |

| Democrazia Cristiana | Fronte Democratico Popolare                                                                              | Partito Repubblicano Italiano | Unità Socialista |
| --- | --- | ----------------------------- | ---------------- |
| - Giorgio Tupini - Fernando Tambroni - Maria Pucci - Renato Tozzi Condivi - Umberto Delle Fave - Alessandro Arcangeli - Danilo De' Cocci - Francesco Concetti - Giulio Coli | - Umberto Massola - Enzo Capalozza - Aristodemo Maniera - Virginio Borioni - Ada Natali - Achille Corona | - Giuseppe Chiostergi         | - Luigi Bennani  |

## Elezioni politiche 1953
| Liste                                   | Voti    | %     | Seggi |
| --------------------------------------- | ------- | ----- | ----- |
| Democrazia Cristiana                    | 336.415 | 41,58 | 8     |
| Partito Comunista Italiano              | 187.114 | 23,13 | 4     |
| Partito Socialista Italiano             | 133.391 | 16,49 | 3     |
| Partito Repubblicano Italiano           | 39.487  | 4,88  | -     |
| Movimento Sociale Italiano              | 37.307  | 4,61  | -     |
| Partito Socialista Democratico Italiano | 34.219  | 4,23  | -     |
| Partito Liberale Italiano               | 15.328  | 1,89  | -     |
| Unione Socialista Indipendente          | 9.857   | 1,22  | -     |
| Partito Nazionale Monarchico            | 8.057   | 1,00  | -     |
| Unità Popolare                          | 5.208   | 0,64  | -     |
| Alleanza Democratica Nazionale          | 2.705   | 0,33  | -     |
| Totale                                  | 809.088 |       | 15    |

| Democrazia Cristiana | Partito Comunista Italiano                                          | Partito Socialista Italiano                                |
| --- | ------------------------------------------------------------------- | ---------------------------------------------------------- |
| - Fernando Tambroni - Giorgio Tupini - Danilo De' Cocci - Enrico Sparapani - Giuseppe Mario Boidi - Renato Tozzi Condivi - Ennio De Biagi - Umberto Delle Fave | - Umberto Massola - Enzo Capalozza - Aristodemo Maniera - Adele Bei | - Achille Corona - Fernando Schiavetti - Giacomo Brodolini |

## Elezioni politiche 1958
| Liste                                            | Voti    | %     | Seggi |
| ------------------------------------------------ | ------- | ----- | ----- |
| Democrazia Cristiana                             | 370.597 | 43,55 | 8     |
| Partito Comunista Italiano                       | 218.553 | 25,68 | 5     |
| Partito Socialista Italiano                      | 130.912 | 15,38 | 3     |
| Partito Socialista Democratico Italiano          | 36.657  | 4,31  | 1     |
| Movimento Sociale Italiano                       | 34.662  | 4,07  | 1     |
| Partito Repubblicano Italiano - Partito Radicale | 29.667  | 3,49  | 1     |
| Partito Liberale Italiano                        | 16.020  | 1,88  | -     |
| Partito Monarchico Popolare                      | 8.826   | 1,04  | -     |
| Partito Nazionale Monarchico                     | 5.016   | 0,59  | -     |
| Totale                                           | 850.910 |       | 19    |

| Democrazia Cristiana | Partito Comunista Italiano                                                           | Partito Socialista Italiano                                |
| --- | ------------------------------------------------------------------------------------ | ---------------------------------------------------------- |
| - Fernando Tambroni - Umberto Delle Fave - Arnaldo Forlani - Danilo De' Cocci - Giuseppe Mario Boidi - Renato Tozzi Condivi - Albertino Castellucci - Elio Ballesi | - Emilio Sereni - Enzo Santarelli - Marino Calvaresi - Giuseppe Angelini - Adele Bei | - Achille Corona - Giacomo Brodolini - Fernando Schiavetti |
| Partito Socialista Democratico Italiano | Movimento Sociale Italiano                                                           | Partito Repubblicano Italiano - Partito Radicale           |
| - Flavio Orlandi | - Antonio Grilli                                                                     | - Oronzo Reale                                             |

## Elezioni politiche 1963
| Liste                                            | Voti    | %     | Seggi |
| ------------------------------------------------ | ------- | ----- | ----- |
| Democrazia Cristiana                             | 328.181 | 38,34 | 7     |
| Partito Comunista Italiano                       | 256.742 | 30,00 | 6     |
| Partito Socialista Italiano                      | 121.697 | 14,22 | 2     |
| Partito Socialista Democratico Italiano          | 48.492  | 5,67  | 1     |
| Movimento Sociale Italiano                       | 38.724  | 4,52  | 1     |
| Partito Liberale Italiano                        | 34.292  | 4,01  | 1     |
| Partito Repubblicano Italiano                    | 23.258  | 2,72  | 1     |
| Partito Democratico Italiano di Unità Monarchica | 4.510   | 0,53  | -     |
| Totale                                           | 855.896 |       | 19    |

| Democrazia Cristiana | Partito Comunista Italiano | Partito Socialista Italiano          | Partito Socialista Democratico Italiano |
| --- | --- | ------------------------------------ | --------------------------------------- |
| - Danilo De' Cocci - Umberto Delle Fave - Arnaldo Forlani - Rodolfo Tambroni Armaroli - Renato Tozzi Condivi - Nicola Rinaldi - Albertino Castellucci | - → Pietro Ingrao - Luciano Barca - Giuseppe Angelini - Renato Bastianelli - Marino Calvaresi - Argeo Gambelli Fenili - → Ezio Santarelli - Attilio Manenti | - Achille Corona - Giacomo Brodolini | - Flavio Orlandi                        |
| Movimento Sociale Italiano | Partito Liberale Italiano | Partito Repubblicano Italiano        |                                         |
| - Antonio Grilli | - Giulio Leopardi Dittaiuti | - Oronzo Reale                       |                                         |

1. ↑  Optante per la circoscrizione Perugia-Terni-Rieti
2. ↑  Optante per il Senato

## Elezioni politiche 1968
| Liste                                            | Voti    | %     | Seggi |
| ------------------------------------------------ | ------- | ----- | ----- |
| Democrazia Cristiana                             | 341.115 | 39,37 | 7     |
| Partito Comunista Italiano                       | 279.205 | 32,23 | 6     |
| Partito Socialista Unificato                     | 111.634 | 12,89 | 2     |
| Partito Socialista Italiano di Unità Proletaria  | 40.163  | 4,64  | 1     |
| Partito Liberale Italiano                        | 30.961  | 3,57  | -     |
| Movimento Sociale Italiano                       | 29.847  | 3,45  | -     |
| Partito Repubblicano Italiano                    | 27.475  | 3,17  | 1     |
| Partito Democratico Italiano di Unità Monarchica | 3.147   | 0,36  | -     |
| Nuova Repubblica                                 | 2.836   | 0,33  | -     |
| Totale                                           | 866.383 |       | 17    |

| Democrazia Cristiana | Partito Comunista Italiano                                                                                             | Partito Socialista Unificato      | Partito Socialista Italiano di Unità Proletaria | Partito Repubblicano Italiano |
| --- | --- | --------------------------------- | ----------------------------------------------- | ----------------------------- |
| - Danilo De' Cocci - Arnaldo Forlani - Rodolfo Tambroni Armaroli - Franco Foschi - Adriano Ciaffi - Albertino Castellucci - Renato Tozzi Condivi | - Luciano Barca - Renato Bastianelli - Gianfilippo Benedetti - Giuliano De Laurentiis - Domenico Valori - Emidio Bruni | - Flavio Orlandi - Achille Corona | - Dario Valori                                  | - Oronzo Reale                |

## Elezioni politiche 1972
| Liste                                           | Voti    | %     | Seggi |
| ----------------------------------------------- | ------- | ----- | ----- |
| Democrazia Cristiana                            | 354.708 | 39,48 | 7     |
| Partito Comunista Italiano                      | 295.156 | 32,85 | 6     |
| Partito Socialista Italiano                     | 70.808  | 7,88  | 1     |
| Movimento Sociale Italiano - Destra Nazionale   | 47.109  | 5,24  | 1     |
| Partito Socialista Democratico Italiano         | 39.321  | 4,38  | 1     |
| Partito Repubblicano Italiano                   | 33.525  | 3,73  | 1     |
| Partito Socialista Italiano di Unità Proletaria | 22.721  | 2,53  | -     |
| Partito Liberale Italiano                       | 21.817  | 2,43  | -     |
| Il manifesto                                    | 9.862   | 1,10  | -     |
| Movimento Politico dei Lavoratori               | 3.445   | 0,38  | -     |
| Totale                                          | 898.472 |       | 17    |

| Democrazia Cristiana | Partito Comunista Italiano                                                                                                   | Partito Socialista Italiano   |
| --- | --- | ----------------------------- |
| - Arnaldo Forlani - Franco Foschi - Danilo De' Cocci - Gianfranco Sabbatini - Adriano Ciaffi - Albertino Castellucci - Renato Tozzi Condivi | - Luciano Barca - Gianfilippo Benedetti - Renato Bastianelli - Domenico Valori - Giuliano De Laurentiis - Giorgio De Sabbata | - Artemio Strazzi             |
| Movimento Sociale Italiano- Destra Nazionale                                                                                                | Partito Socialista Democratico Italiano                                                                                      | Partito Repubblicano Italiano |
| - Antonio Grilli | - Flavio Orlandi | - Oronzo Reale                |

## Elezioni politiche 1976
| Liste                                         | Voti    | %     | Seggi |
| --------------------------------------------- | ------- | ----- | ----- |
| Partito Comunista Italiano                    | 389.556 | 39,88 | 7     |
| Democrazia Cristiana                          | 381.223 | 39,03 | 7     |
| Partito Socialista Italiano                   | 80.877  | 8,28  | 1     |
| Movimento Sociale Italiano - Destra Nazionale | 39.079  | 4,00  | 1     |
| Partito Repubblicano Italiano                 | 33.588  | 3,44  | -     |
| Partito Socialista Democratico Italiano       | 27.957  | 2,86  | -     |
| Democrazia Proletaria                         | 10.826  | 1,11  | -     |
| Partito Radicale                              | 7.035   | 0,72  | -     |
| Partito Liberale Italiano                     | 6.560   | 0,67  | -     |
| Totale                                        | 976.701 |       | 16    |

| Partito Comunista Italiano | Democrazia Cristiana | Partito Socialista Italiano | Movimento Sociale Italiano - Destra Nazionale |
| --- | --- | --------------------------- | --------------------------------------------- |
| - Luciano Barca - Guido Cappelloni - Guido Carandini - Paolo Guerrini - Maria Augusta Pecchia - Guido Ianni - Maria Teresa Carloni Andreucci | - Arnaldo Forlani - Franco Foschi - Francesco Merloni - Giuseppe Sposetti - Albertino Castellucci - Gianfranco Sabbatini - Giuliano Silvestri | - Angelo Tiraboschi         | - Adriano Cerquetti                           |

## Elezioni politiche 1979
| Liste                                         | Voti    | %     | Seggi |
| --------------------------------------------- | ------- | ----- | ----- |
| Partito Comunista Italiano                    | 373.014 | 38,08 | 7     |
| Democrazia Cristiana                          | 371.358 | 37,91 | 7     |
| Partito Socialista Italiano                   | 77.622  | 7,92  | 1     |
| Movimento Sociale Italiano - Destra Nazionale | 38.565  | 3,94  | 1     |
| Partito Repubblicano Italiano                 | 34.657  | 3,54  | 1     |
| Partito Socialista Democratico Italiano       | 27.459  | 2,80  | -     |
| Partito Radicale                              | 22.826  | 2,33  | -     |
| Partito di Unità Proletaria                   | 15.193  | 1,55  | -     |
| Partito Liberale Italiano                     | 9.700   | 0,99  | -     |
| Nuova Sinistra Unita                          | 4.913   | 0,50  | -     |
| Democrazia Nazionale                          | 3.229   | 0,33  | -     |
| Partito Operaio Europeo                       | 986     | 0,10  | -     |
| Totale                                        | 979.522 |       | 17    |

| Partito Comunista Italiano | Democrazia Cristiana | Partito Socialista Italiano | Movimento Sociale Italiano - Destra Nazionale | Partito Repubblicano Italiano |
| --- | --- | --------------------------- | --------------------------------------------- | ----------------------------- |
| - Luciano Barca - Guido Cappelloni - Guido Carandini - Guido Ianni - Maria Augusta Pecchia - Anna Maria Castelli Migali - Maria Teresa Carloni Andreucci | - Arnaldo Forlani - Franco Foschi - Francesco Merloni - Gianni Cerioni - Giuliano Silvestri - Albertino Castellucci - Gianfranco Sabbatini | - Angelo Tiraboschi         | - Giuseppe Rubinacci                          | - Oddo Biasini                |

## Elezioni politiche 1983
| Liste                                         | Voti    | %     | Seggi |
| --------------------------------------------- | ------- | ----- | ----- |
| Partito Comunista Italiano                    | 372.317 | 37,68 | 7     |
| Democrazia Cristiana                          | 329.888 | 33,39 | 6     |
| Partito Socialista Italiano                   | 96.845  | 9,80  | 2     |
| Movimento Sociale Italiano - Destra Nazionale | 53.363  | 5,40  | 1     |
| Partito Repubblicano Italiano                 | 46.166  | 4,67  | 1     |
| Partito Socialista Democratico Italiano       | 29.171  | 2,95  | -     |
| Partito Nazionale Pensionati                  | 16.813  | 1,70  | -     |
| Partito Liberale Italiano                     | 16.015  | 1,62  | -     |
| Partito Radicale                              | 15.538  | 1,57  | -     |
| Democrazia Proletaria                         | 11.000  | 1,11  | -     |
| Lista per Trieste                             | 861     | 0,09  | -     |
| Totale                                        | 987.977 |       | 17    |

| Partito Comunista Italiano | Democrazia Cristiana                                                                                        | Partito Socialista Italiano           | Movimento Sociale Italiano - Destra Nazionale | Partito Repubblicano Italiano |
| --- | --- | ------------------------------------- | --------------------------------------------- | ----------------------------- |
| - Luciano Barca - Malgari Amadei Ferretti - Gianfilippo Benedetti - Lamberto Martellotti - Guido Ianni - Vanda Dignani Grimaldi - Rosella Palmini Lattanzi | - Arnaldo Forlani - Francesco Merloni - Luigi Rinaldi - Franco Foschi - Adriano Ciaffi - Giuliano Silvestri | - Angelo Tiraboschi - Franco Trappoli | - Giuseppe Rubinacci                          | - Enrico Ermelli Cupelli      |

## Elezioni politiche 1987
| Liste                                         | Voti      | %     | Seggi |
| --------------------------------------------- | --------- | ----- | ----- |
| Partito Comunista Italiano                    | 355.438   | 34,68 | 6     |
| Democrazia Cristiana                          | 353.623   | 34,50 | 6     |
| Partito Socialista Italiano                   | 123.617   | 12,06 | 2     |
| Movimento Sociale Italiano - Destra Nazionale | 55.138    | 5,38  | 1     |
| Partito Repubblicano Italiano                 | 36.758    | 3,59  | 1     |
| Federazione delle Liste Verdi                 | 26.856    | 2,62  | -     |
| Partito Socialista Democratico Italiano       | 23.105    | 2,25  | -     |
| Partito Radicale                              | 18.603    | 1,82  | -     |
| Democrazia Proletaria                         | 14.314    | 1,40  | -     |
| Partito Liberale Italiano                     | 10.632    | 1,04  | -     |
| Liga Veneta - Pensionati Uniti                | 5.515     | 0,54  | -     |
| Alleanza Popolare                             | 705       | 0,07  | -     |
| Partito Sardo d'Azione                        | 589       | 0,06  | -     |
| Totale                                        | 1.024.893 |       | 16    |

| Partito Comunista Italiano                                                                                             | Democrazia Cristiana                                                                                        | Partito Socialista Italiano            | Movimento Sociale Italiano - Destra Nazionale | Partito Repubblicano Italiano |
| --- | --- | -------------------------------------- | --------------------------------------------- | ----------------------------- |
| - Marcello Stefanini - Paolo Volponi - Chicco Testa - Vanda Dignani Grimaldi - Luana Angeloni - Pietro Paolo Menzietti | - Arnaldo Forlani - Francesco Merloni - Adriano Ciaffi - Franco Foschi - Luigi Rinaldi - Giuliano Silvestri | - Angelo Tiraboschi - Giuseppe Orciari | - Giuseppe Rubinacci                          | - Enrico Ermelli Cupelli      |

## Elezioni politiche 1992
| Liste                                         | Voti      | %     | Seggi |
| --------------------------------------------- | --------- | ----- | ----- |
| Democrazia Cristiana                          | 321.944   | 31,49 | 6     |
| Partito Democratico della Sinistra            | 235.355   | 23,02 | 4     |
| Partito Socialista Italiano                   | 128.496   | 12,57 | 2     |
| Partito della Rifondazione Comunista          | 84.940    | 8,31  | 1     |
| Movimento Sociale Italiano - Destra Nazionale | 65.242    | 6,38  | 1     |
| Partito Repubblicano Italiano                 | 56.575    | 5,53  | 1     |
| Federazione dei Verdi                         | 32.312    | 3,16  | 1     |
| Partito Socialista Democratico Italiano       | 22.485    | 2,20  | -     |
| Partito Liberale Italiano                     | 14.780    | 1,45  | -     |
| Lega Nord                                     | 13.009    | 1,27  | -     |
| Lista Marco Pannella                          | 12.052    | 1,18  | -     |
| Sì Referendum                                 | 10.896    | 1,07  | -     |
| Caccia Pesca Ambiente                         | 8.609     | 0,84  | -     |
| Lega Marche                                   | 8.036     | 0,79  | -     |
| Caccia Sviluppo e Territorio                  | 5.720     | 0,56  | -     |
| Federalismo                                   | 1.859     | 0,18  | -     |
| Totale                                        | 1.022.310 |       | 16    |

| Democrazia Cristiana                                                                                         | Partito Democratico della Sinistra                                          | Partito Socialista Italiano           | Partito della Rifondazione Comunista |
| --- | --------------------------------------------------------------------------- | ------------------------------------- | ------------------------------------ |
| - Arnaldo Forlani - Franco Foschi - Adriano Ciaffi - Luigi Rinaldi - Giuliano Silvestri - Giuseppe Fortunato | - Claudia Mancina - Valerio Calzolaio - Silvio Mantovani - Fabrizio Cesetti | - Angelo Tiraboschi - Franco Trappoli | - Paolo Volponi                      |
| Movimento Sociale Italiano                                                                                   | Partito Repubblicano Italiano                                               | Federazione dei Verdi                 |                                      |
| - Giulio Conti                                                                                               | - Luciana Sbarbati                                                          | - Maurizio Pieroni                    |                                      |